# Парижский танец (картина)
«Пари́жский та́нец» (фр. La Danse de Paris) — картина французского художника Анри Матисса. Панно создано в 1931—1933 годах в Ницце по заказу американского коллекционера Альберта Барнса.

## История создания
В 1930 году американским коллекционером Альбертом Барнсом было заказано масштабное панно «Танец». Декоративное полотно следовало уместить в арочных сводах над окнами. Выбор сюжета и техники заказчик оставил Матиссу. Художник обратился к своей любимой теме — теме танца. Существует три варианта картины «Парижский танец». Самая первая неоконченная версия, считается лишь этюдом к картине. Второй вариант был забракован из-за ошибки Матисса в размерах помещения. Картина была переписана заново и отдана заказчику. Предыдущий (второй) вариант был дописан и в 1936 году был куплен Музеем современного искусства Парижа. Для экспонирования панно был выстроен специальный зал.

## Техника исполнения
В этой работе Матиссом была впервые применена техника декупажа. Фигуры и куски фона были вырезаны из листов окрашенных гуашью, а затем прикреплены булавками к основе по рисунку. Затем маляр по указанию художника наносил краску на холст.

## Сюжет
Тема панно — танец. Шесть фигур людей серовато-розового цвета расположены на фоне, состоящем из розовых и синих полос, чёрных полос.